# Liste der Bischöfe von Vittorio Veneto
Die folgenden Personen waren Bischöfe von Vittorio Veneto (Italien):

## Bischöfe vonOderzo
- Marciano (549?–593)
- Heiliger Florian († 620?)
- Heiliger Tiziano († 16. Januar 632?)
- Heiliger Magnus (632–?)
- Benenato (?)

## Bischöfe von Ceneda
- Valentiniano (713?–740?)
- Massimo (ca. 743)
- Dolcissimo (ca. 793)
- Emmo (ca. 827)
- Ripaldo (908)
- Sigihardo (962–997)
- Grauso (ca. 998–1002)
- Bruno (ca. 1013)
- Helminger (oder Elmengero) (1021–1031)
- Almanguino (1053)
- Giovanni (1074)
- Roperto (1124)
- Sigismondo (1130)
- Azzone degli Azzoni (1140–1152?)
- Aimone (ca. 1152)
- Sigisfredo (1170–1184)
- Matteo (1187–1217)
- Gherardo I. (1217)
- Alberto (1220–1242)
- Warnerio (3. März 1242–1251)
- Rugerino di Aquileia (1251–1257)
- Biaquino (oder Bianchino) (1257)
- Alberto (1257–1261)
- Odorico (Mai – 16. Juli 1261)
- Proesavio Novello (1262–1279) (dann Bischof von Treviso)
- Marzio da Fiabiane (1279–1285)
- Pietro Calza (1286–1300)
- Francesco Arpo (1300–1310)
- Manfredo di Collalto (1310–1320)
- Francesco Ramponi (1320–1348)
- Gasberto de Orgoglio (1349–1374)
- Oliviero (1374–1377)
- Francesco Calderini (1378–1381)
- Giorgio Torti (1382–1386)
- Marco de’ Porris (1386–1394) (dann Bischof von Nusco)
- Martino de’ Franceschinis (1304–1399)
- Pietro Marcello (1399–1409)
- Antonio Correr (1409–1445)
- Pietro Leon (1445–1474)
- Nicolò Trevisan (1474–1498)
- Francesco Brevio (1498–1508)
- Marino Kardinal Grimani (1508–1517)
- Domenico Kardinal Grimani (1517–1520)
- Giovanni Grimani (1520–1531)
- Marino Grimani (Kardinal) (1532–1540) 2. Amtszeit
- Giovanni Grimani (1540–1545)
- Marino Grimani (Kardinal) (1545 bis 28. September 1546) 3. Amtszeit
- Michele Kardinal della Torre (1547–1586)
- Marcantonio Mocenigo (1586–1599)
- Leonardo Mocenigo (1599–1623)
- Pietro Kardinal Valier (1623–1625) (dann Bischof von Padua)
- Marco Giustiniani (1625–1631) (auch Bischof von Verona)
- Marcantonio Bragadin (1629–1639) (auch Bischof von Vicenza)
- Sebastiano Pisani (1639–1653) (auch Bischof von Verona)
- Albertino Barisoni (1653–1667)
- Pietro Leoni (1667–1691) (auch Bischof von Verona)
- Marcantonio Agazzi (1692–1710)
- Francesco Trevisan (1710–1725) (auch Bischof von Verona)
- Benedetto de Luca (1725–1739) (auch Bischof von Treviso)
- Lorenzo Da Ponte (1739–1768)
- Giannagostino Gradenigo (1768–1774)
- Giampaolo Dolfin (1774–1777) (auch Bischof von Bergamo)
- Marco Zaguri (1777–1785) (auch Bischof von Vicenza)
- Pietro Antonio Zorzi CRS (1786–1792) (auch Erzbischof von Udine)
- Giambenedetto Falier (1792–1821)
- Giacomo Monico (1823–1827) (auch Patriarch von Venedig)
- Antonino Bernardo Squarcina (1828–1841) (auch Bischof von Adria)
- Manfredo Bellati (1842–1869)
- Corradino Maria Cavriani (1871–1885)
- Sigismondo Brandolini-Rota (1885–1908)
- Andrea Caron (1908–1912) (auch Erzbischof von Genua)
- Rodolfo Caroli (1913–1917)
- Eugenio Beccegato (1917–1943)

## Bischöfe von Vittorio Veneto
- Costantino Stella (1942–1945) (Weihbischof)
- Giuseppe Zaffonato (1945–1956) (auch Erzbischof von Udine)
- Giuseppe Carraro (1956–1958) (auch Bischof von Verona)
- Albino Luciani (1958–1969) (1969 Patriarch von Venedig, 1973 Kardinal, 1978 Papst Johannes Paul I.)
- Antonio Cunial (1970–1982)
- Eugenio Ravignani (1983–1997) (auch Bischof von Triest)
- Alfredo Magarotto (1997–2003)
- Giuseppe Zenti (2003–2007) (auch Bischof von Verona)
- Corrado Pizziolo (2007–2024)
- Riccardo Battocchio (seit 2025)